# Associação de Escolas Reunidas
A Associação de Escolas Reunidas, mais conhecido pela sigla ASSER, é uma instituição de ensino superior brasileira localizada em São Carlos, no estado de São Paulo, e foi fundada em 30 de agosto de 1972.

## História
A Associação é mantenedora do UNICEP na cidade de São Carlos desde 1972, da Escola Superior de Tecnologia e Educação, nas cidades de Rio Claro desde 2000, e Porto Ferreira desde 2001.